# Ariadne isaeus
Ariadne isaeus är en fjärilsart som beskrevs av Wallace 1869. Ariadne isaeus ingår i släktet Ariadne och familjen praktfjärilar. Inga underarter finns listade i Catalogue of Life.